# Ulfert Gronewold
Ulfert Gronewold (* 21. Dezember 1976 in Berlin) ist ein deutscher Ökonom.

## Leben
Von 1997 bis 2001 studierte er Betriebswirtschaftslehre an den Universitäten Potsdam und León (Abschluss zum Diplom-Kaufmann). Von 2001 bis 2006 erwarb er die Promotion zum Dr. rer. pol. an der Wirtschafts- und Sozialwissenschaftlichen Fakultät der Universität Potsdam. Von 2007 bis 2011 war er Juniorprofessor für BWL, insb. Auditing (PwC Stiftungsprofessur für Auditing/Wirtschaftsprüfung) an der Ruhr-Universität Bochum. Seit 2011 ist er Inhaber des Lehrstuhls für Rechnungswesen und Wirtschaftsprüfung im privaten und öffentlichen Sektor an der Universität Potsdam.

## Schriften (Auswahl)
- Die Beweiskraft von Beweisen. Audit Evidence bei betriebswirtschaftlichen Prüfungen. Düsseldorf 2006, ISBN 3-8021-1257-1.